# أولوموتس
مشلة أو أولوموتس (بالتشيكية: Olomouc) هي مدينة في التشيك. عاصمة محافظة أولوموتس. تقع شرق البلاد في منطقة مورافيا التاريخية على ضفاف نهر مورافا. يبلغ عدد سكان المدينة نحو 102 ألف نسمة.

## التاريخ
بنيت قلعة أولوموتس في عام 1017 م بأمر من الأمير بجيستسلاف أحد أفراد عائلة البريميسلد الحاكمة. وظلت المدينة تتبع آل بريميسلد حتى قتل الملك فاتسلاف الثالث عام 1306 م في أولوموتس وتم دفنه في كنيسة القديس فاتسلاف أقدم الكنائس في المدينة. كانت المدينة على مر العصور مطمعا للمحتلين والغزاة نظرا لموقعها الإستراتيجي ومكانتها الاقتصادية ففي حرب الثلاثين عام احتلت المدينة من قبل القوات السويدية لمدة 8 أعوام. وفي عام 1663 احتلت منطقة مورافيا بما فيها مدينة أولوموتس من قبل العثمانيين ثم احتلت من قبل بروسيا في عام 1741 م.

## الجغرافيا

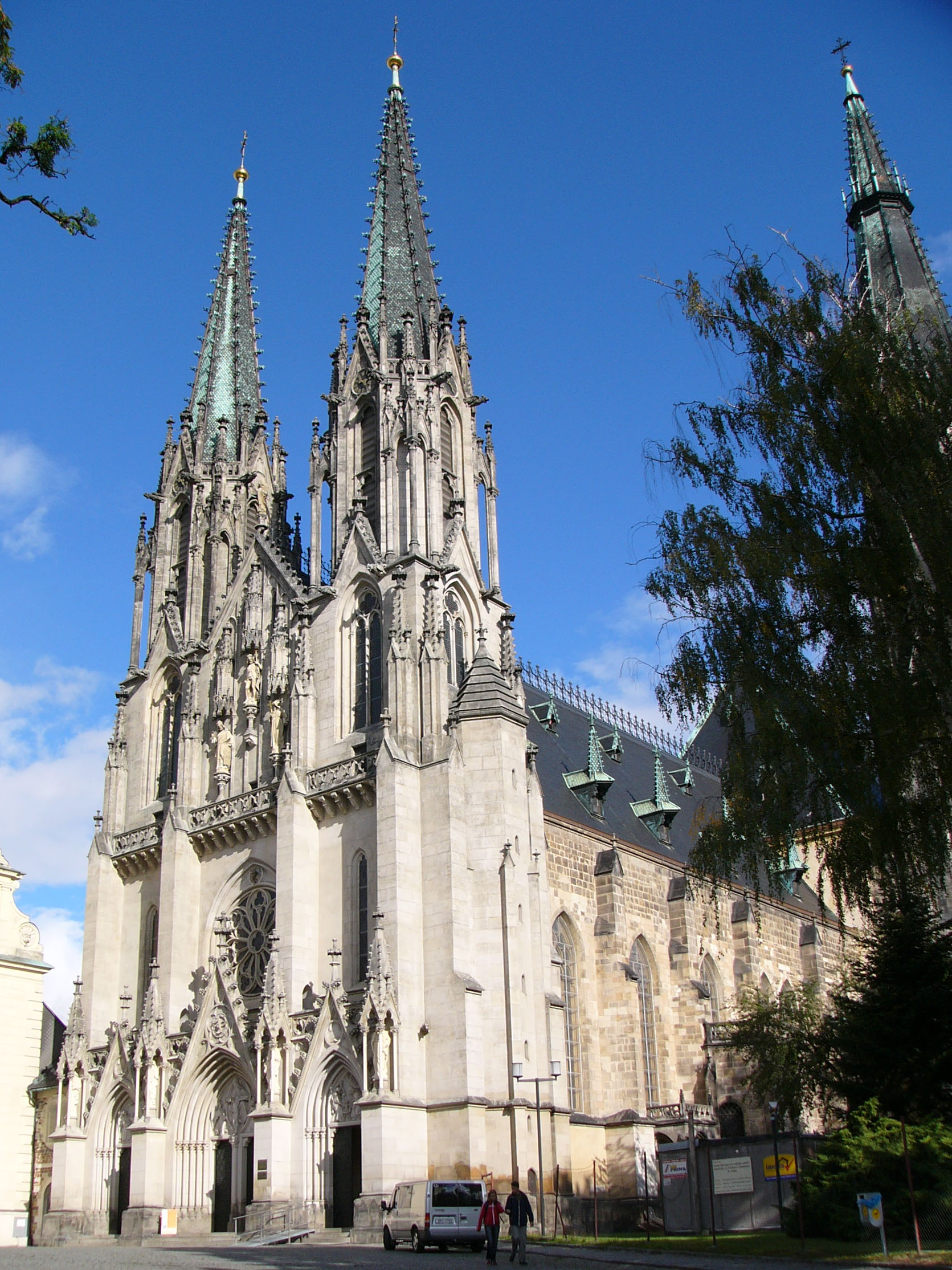
كنيسة القديس فاتسلاف

تقع أولوموتس في منطقة مورافيا الجبلية. تصل مساحة المدينة لحوالي 103 كم². يتراوح ارتفاع المدينة ما بين 210 م إلى 420 م عن سطح البحر. تقع أولوموتس في منطقة المناخ المعتدل التي تتميز بجو دافئ في الصيف وبارد ممطر رطب في الشتاء. معدل درجة الحرارة في يناير يبلغ 3- درجة وفي يوليو 17 درجة. المعدل السنوي لهطول الأمطار يتراوح ما بين 600 مم و1100 مم.

## توأمة
لأولوموتس اتفاقيات توأمة مع كل من:
- لوسرن [13]
- بيتش
- فولجسكي
- أنتوني
- نوردلينغن
- أوينسبورو
- سوبتيتسا
- تامبيري
- فينندال
- فلورنسا
- Treptow-Köpenick [الإنجليزية]‏

## أعلام
- فاكلاف الثالث ملك بوهيميا
- كاريل بروكنر
- ليو فال
- جوسيف فيشر
- فرانتيسيك باور
- ديفيد برينوزيل
- توماس كالاس
- فلاديسلاف ديفيد
- ماريك هاينز